# Тейлор Тауншип (округ Блер, Пенсільванія)
Тейлор Тауншип (англ. Taylor Township) — селище (англ. township) в США, в окрузі Блер штату Пенсільванія. Населення — 2296 осіб (2020).

## Демографія
Згідно з переписом 2010 року, у селищі мешкало 2465 осіб у 1015 домогосподарствах у складі 733 родин. Було 1068 помешкань
Расовий склад населення:
| - 99,2 % — білих - 0,1 % — азіатів |

До двох чи більше рас належало 0,3 %. Частка іспаномовних становила 0,4 % від усіх жителів.
За віковим діапазоном населення розподілялося таким чином: 19,1 % — особи молодші 18 років, 59,0 % — особи у віці 18—64 років, 21,9 % — особи у віці 65 років та старші. Медіана віку мешканця становила 46,5 року. На 100 осіб жіночої статі у селищі припадало 98,3 чоловіків;  на 100 жінок у віці від 18 років та старших — 98,5 чоловіків також старших 18 років.
Середній дохід на одне домашнє господарство  становив 60 921 долар США (медіана — 45 313), а середній дохід на одну сім'ю — 70 901 долар (медіана — 56 350). Медіана доходів становила 41 863 долари для чоловіків та 34 500 доларів для жінок. За межею бідності перебувало 7,8 % осіб, у тому числі 11,8 % дітей у віці до 18 років та 5,8 % осіб у віці 65 років та старших.
Цивільне працевлаштоване населення становило 1222 особи. Основні галузі зайнятості: освіта, охорона здоров'я та соціальна допомога — 22,7 %, виробництво — 18,5 %, сільське господарство, лісництво, риболовля — 14,7 %.